# دومینیک فایک
دامینیک دیوید فایک (انگلیسی: Dominic David Fike؛ زادهٔ ۳۰ دسامبر ۱۹۹۵) خواننده، ترانه‌پرداز، رپر و بازیگر آمریکایی است. فایک اولین بار با انتشار چند آهنگ محبوب در وبگاه ساندکلود شناخته شد. بعد از انتشار اولین آلبوم چندآهنگهٔ خود به نام Don’t Forget About Me, Demos در سال ۲۰۱۸، با کلمبیا رکوردز قرارداد بست. ترانهٔ او به نام «۳ شب» در چندین کشور به ده آهنگ برتر رسید. سپس با هنرمندان آمریکایی دیگری مانند هالزی همکاری کرد. اولین آلبوم استودیویی او با عنوان What Could Possibly Go Wrong در سال ۲۰۲۰ منتشر شد و در رتبه‌های بالای جدول‌های موسیقی کشورهای مختلف، از جمله آمریکا و استرالیا قرار گرفت.
در سال ۲۰۲۲، فایک در فصل دوم مجموعه تلویزیونی سرخوشی در نقش الیوت ایفای نقش کرد. در سال ۲۰۲۳، او دومین آلبوم استودیویی خود را با عنوان سان‌برن منتشر کرد.

## اوایل زندگی
دومینیک دیوید فایک در ۳۰ دسامبر ۱۹۹۵ در نیپلز، فلوریدا به دنیا آمد. مادرش جسیکا فایک و پدرش دیوید میلز هستند. او از نژادهای آفریقایی-آمریکایی، فیلیپینی و هائیتی است. دومینیک دو برادر ناتنی بزرگ‌تر، یک برادر کوچک‌تر به نام الکس و یک خواهر به نام آپولونیا (اپل) دارد.